# Lotus 76
Chronologie des modèles
Lotus 72 Lotus 77
La Lotus 76 est une monoplace de Formule 1 conçue par Colin Chapman, Tony Rudd (en) et Ralph Bellamy (en) pour la saison de Formule 1 de 1974. La voiture est une version plus avancée de la Lotus 72, propulsée par le Ford Cosworth DFV et présentant une aérodynamique modifiée, un châssis plus léger, un empattement plus long et une coque plus étroite et plus basse. La voiture a également un double aileron, conçu pour augmenter l'appui et la stabilité arrière. En outre, elle est dotée d'un embrayage à commande électronique, précurseur des boîtes de vitesses semi-automatiques, avec la commande intégrée au palonnier qui théoriquement accélérait le changement de rapport. La Lotus 76 a été perçue comme une avancée technologique majeure par Team Lotus. En interne, la suspension et le positionnement du freinage sont ceux de la Lotus 72. Le développement de la voiture a été financé par le sponsor du titre John Player Special, de sorte que la 76 a reçu le numéro de châssis 'John Player Special Mk I.'
Après les tests initiaux de Ronnie Peterson et Jacky Ickx, les deux conducteurs se sont plaints que la voiture manquait de «sensation» et que l'embrayage électronique posait des problèmes. Le changement de vitesse a été modifié, mais les deux conducteurs ont persisté à affirmer que ce n'était pas mieux que l'embrayage classique. D'autres problèmes avec l'installation du moteur ont été rencontrés, ce qui a entraîné des pannes mécaniques et la contrainte de poids de la voiture étant hors mesure. La voiture a fait ses débuts au Grand Prix d'Afrique du Sud de 1974, Ickx s'est qualifié 10e et Peterson 16e. Pendant la course, le suédois a abandonné après une collision et le belge quand ses freins ont lâché. En Espagne, Peterson s'est qualifié 2e et Ickx 5e, mais les deux ont abandonné sur problème de freins. Le Grand Prix de Belgique a vu le Suédois se qualifier 5e et le belge 16e. Pendant la course, Peterson a abandonné à la suite d'une fuite de carburant et Ickx a déçu ses supporters locaux à cause de problèmes de surchauffe. Ensuite, les deux conducteurs ont insisté pour reprendre la Lotus 72, que Peterson a rapidement utilisée pour se relancer dans le championnat du monde. Chapman a répondu en améliorant la voiture 76 en «B», avec des effets latéraux élargis et un meilleur refroidissement. Elle n'a été vu qu'après le Grand Prix d'Allemagne avec Peterson. Il s'est qualifié 8e et a terminé 4e. En Autriche , Ickx s'est qualifié 22e et a abandonné après une collision. Au Grand Prix d'Italie, Ickx s'est qualifié 16e et a abandonné sur un problème d'accélérateur. Lotus a engagé Tim Schenken pour le Grand Prix des États-Unis. Il a échoué à la qualification, mais pris le départ illégalement en 27e place sur la grille et a terminé six tours avant d'être disqualifié. L'équipe a finalement dû accepter que la 76 était un pas dans la mauvaise direction, et l'ensemble du projet a été mis au rebut en faveur de la compétitivité des 72.

## Résultats complets du championnat du monde de Formule 1
| Année | Écurie                 | Moteur                 | Pneu | Pilote          | 1   | 2   | 3   | 4   | 5   | 6   | 7   | 8   | 9   | 10  | 11  | 12  | 13  | 14  | 15  | Points | WCC |
| ----- | ---------------------- | ---------------------- | ---- | --------------- | --- | --- | --- | --- | --- | --- | --- | --- | --- | --- | --- | --- | --- | --- | --- | ------ | --- |
| 1974  | John Player Team Lotus | Ford Cosworth DFV (en) | G    |                 | ARG | BRA | RSA | ESP | BEL | MON | SWE | NED | FRA | GBR | GER | AUT | ITA | CAN | USA | 42*    | 4th |
| 1974  | John Player Team Lotus | Ford Cosworth DFV (en) | G    | Ronnie Peterson |     |     | Ret | Ret | Ret |     |     |     |     |     | 4   |     |     |     |     | 42*    | 4th |
| 1974  | John Player Team Lotus | Ford Cosworth DFV (en) | G    | Jacky Ickx      |     |     | Ret | Ret | Ret |     |     |     |     |     |     | Ret | Ret |     |     | 42*    | 4th |
| 1974  | John Player Team Lotus | Ford Cosworth DFV (en) | G    | Tim Schenken    |     |     |     |     |     |     |     |     |     |     |     |     |     |     | DSQ | 42*    | 4th |

* 39 points inscrits sur Lotus 72